# Сирски курасо
Сирски курасо (лат. Pauxi koepckeae) врста је птице из рода Pauxi, породице Cracidae. Живи у централном Перуу. Природна станишта су јој суптропске и тропске влажне низијске и планинске шуме.